# Spreeradweg

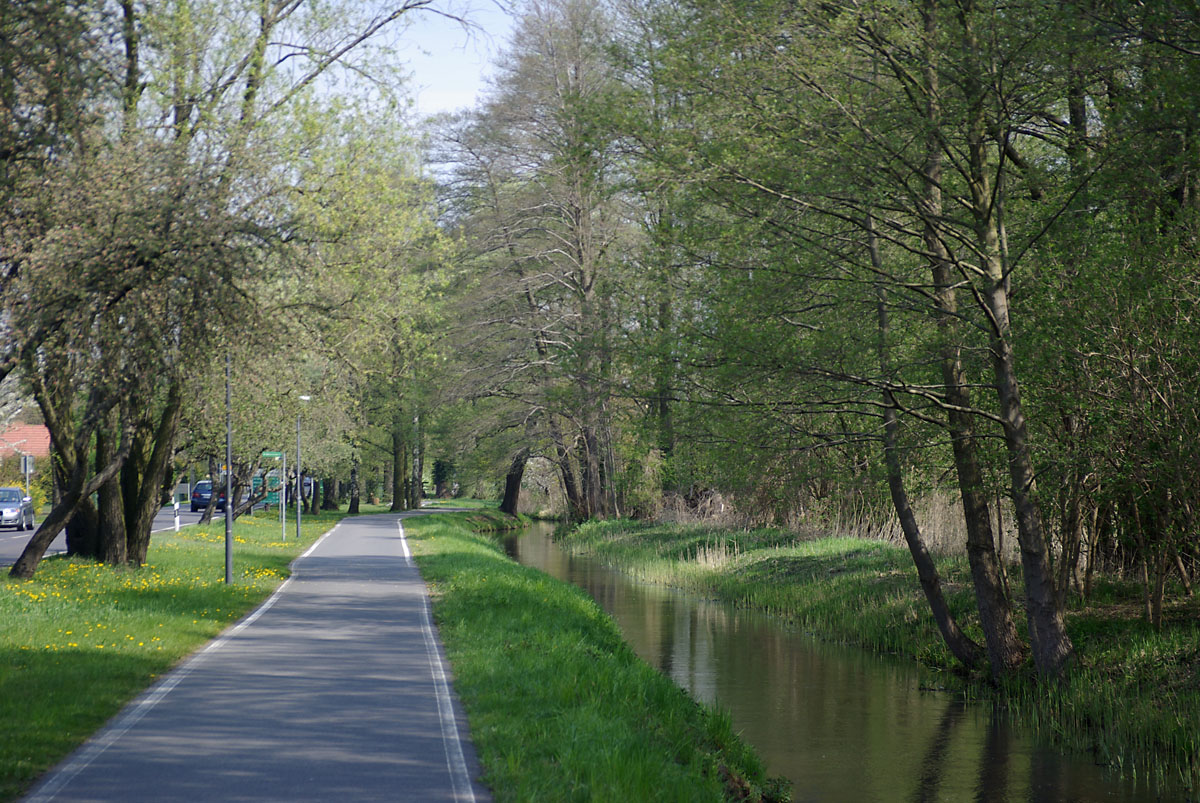
Trasa nad jednym z kanałów w Burg

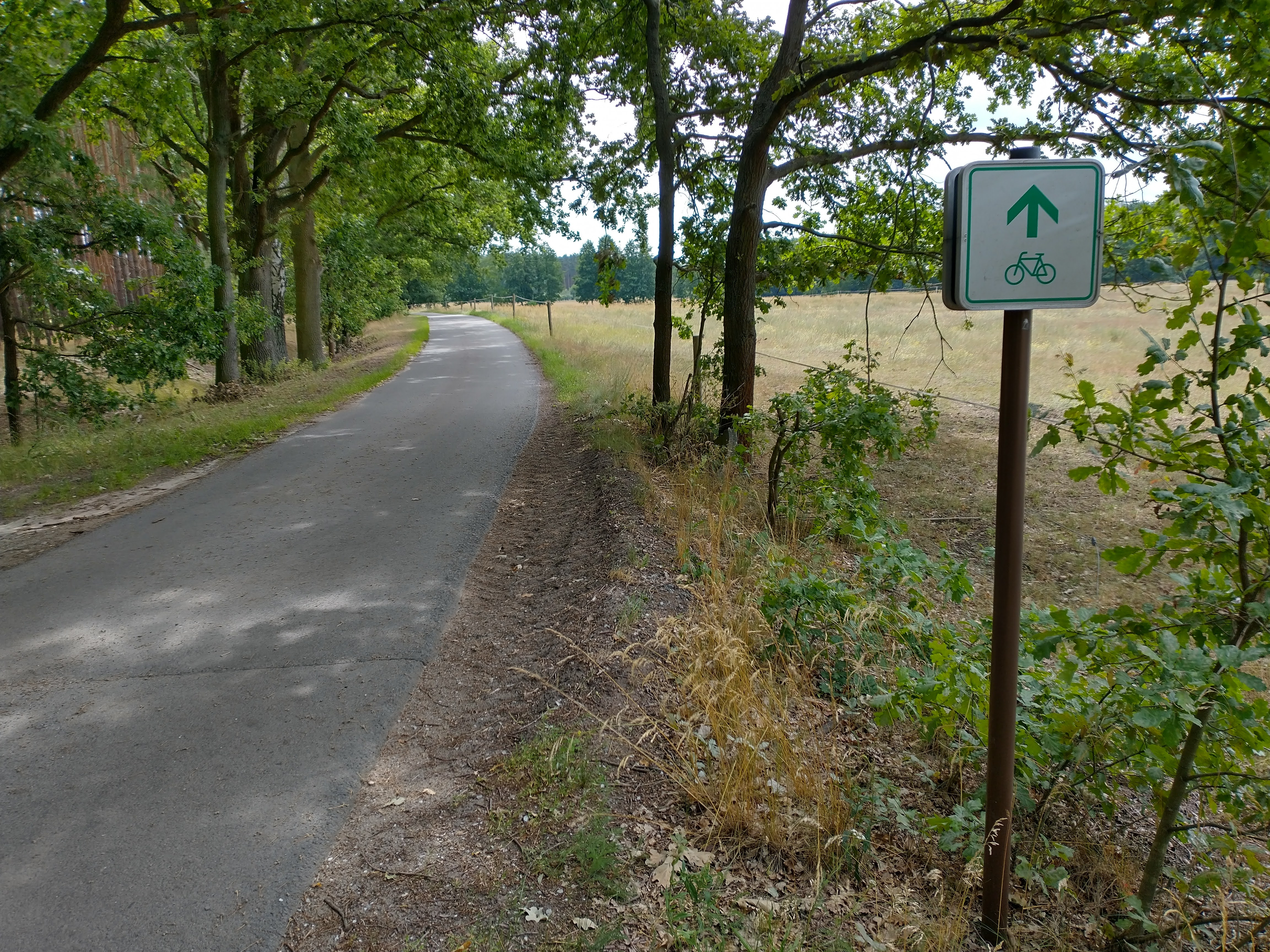
Szlak w okolicy Rothern

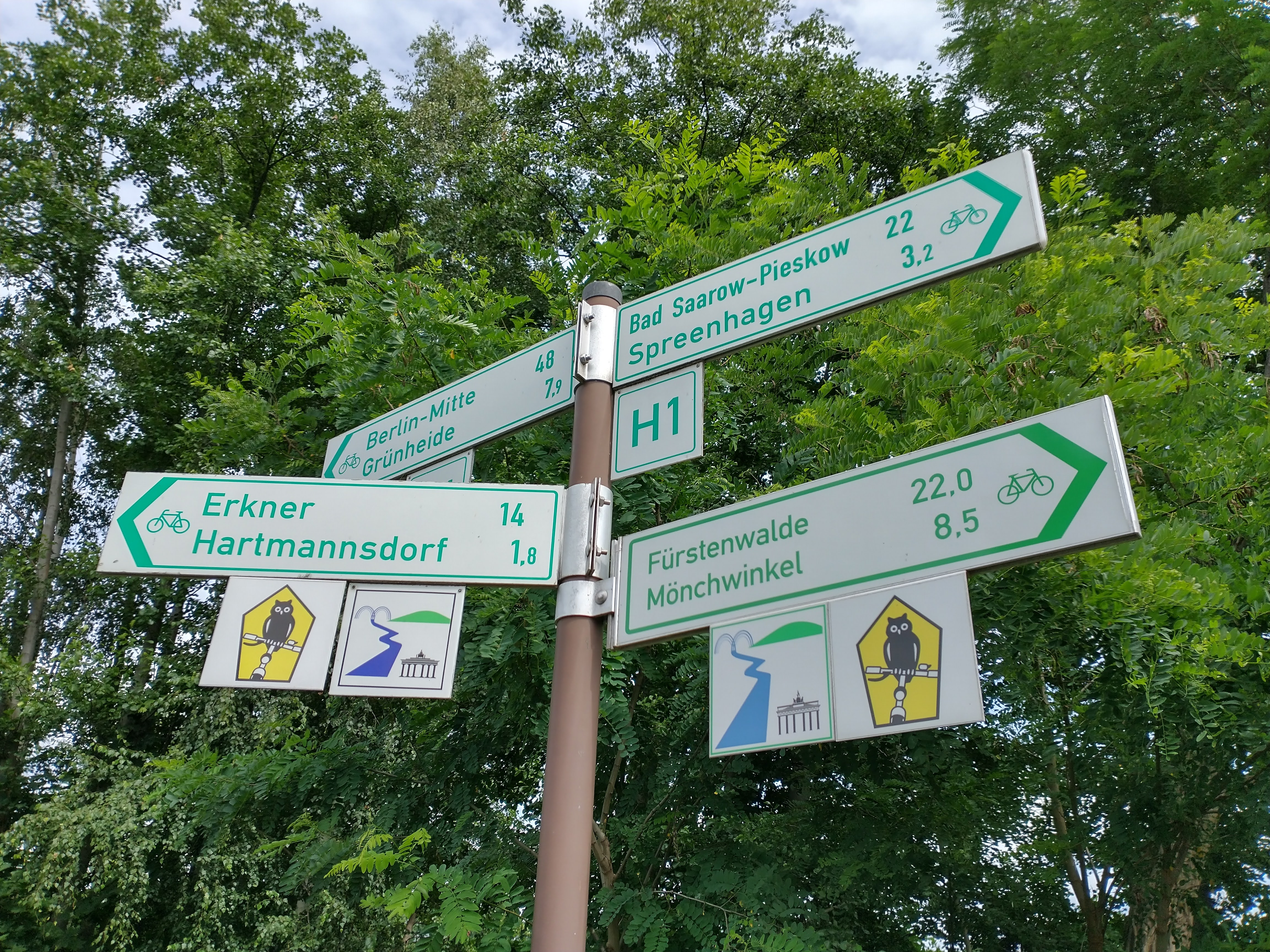
Droga rowerowa Spreeradweg przy Kościół Nadziei w Neu Hartmannsdorf

Spreeradweg (pol. Szlak rowerowy Szprewy) – szlak rowerowy w Niemczech łączący źródła Szprewy w pobliżu Ebersbach w Saksonii z ujściem tej rzeki do Haweli w stolicy Niemiec, Berlinie.

## Charakter i przebieg
Szlak, trzymając się mniej lub bardziej doliny Szprewy, przebiega m.in. przez Budziszyn, Spreewitz, Spremberg, Chociebuż, Peitz, Lübbenau, Lubin, Beeskow, Fürstenwalde i Erkner. Liczy 356 lub 410 kilometrów długości. Trasa przechodzi przez obszar trzech landów: Saksonii, Brandenburgii i Berlina. W dwóch miejscach przebiega wzdłuż granicy z Czechami (Ebersbach-Neugersdorf i Neusalza-Spremberg). Oznakowana jest piktogramami z wizerunkiem rzeki, zielonego wzgórza i Bramy Brandenburskiej. Na trasie znajdują się m.in.: Górne Łużyce zamieszkałe przez mniejszość etniczną Serbołużyczan, wrzosowiska i stawy, odkrywkowe kopalnie węgla brunatnego w okolicach Chociebuża oraz Spreewald (rezerwat biosfery). Ścieżka podzielona jest na sześć sugerowanych etapów, które można zaplanować według indywidualnych potrzeb.
Na pierwszym odcinku (do Budziszyna) szlak jest wytrasowany przez liczne wzniesienia. Później ścieżka jest znacznie bardziej płaska. W większości prowadzi po utwardzonych i dobrze utrzymanych drogach rowerowych. Występują też odcinki nieutwardzone (leśne i polne, brukowane oraz poprowadzone wiejskimi drogami).

## Atrakcje
Główne atrakcje turystyczne na szlaku:

- Eibau: trzy źródła Szprewy
- Budziszyn: starówka z ratuszem, kościołem św. Michała i murami miejskimi
- Bärwalde (Boxberg): Bärwalder See, elektrownia opalana węglem brunatnym
- Spremberg: zamek, mury miejskie, Kreuzkirche,
- Chociebuż: Branitzer Park, starówka, Wieża Spremberska z punktem widokowym
- Peitz: Twierdza Peitz, stawy rybne, Muzeum hutnictwa i rybołówstwa
- Burg (Spreewald): wieża Bismarcka, Spreewald Therme (termy)
- Straupitz: wiatrak holenderski, kościół zaprojektowany przez Karla Friedricha Schinkla
- Raddusch: grodzisko słowiańskie
- Lübbenau: Freilandmuseum Lehde
- Lubin: kajaki w Spreewaldzie, Paul-Gerhard-Kirche, Wyspa Zamkowa z laguną rzeczną
- Schlepzig: Muzeum Rolnictwa, minibrowar, kościół szachulcowy
- Neuendorfer See: sporty wodne
- Trebatsch: dom rodzinny Ludwiga Leichardta
- Beeskow: kościół mariacki, mury miejskie z basztami, np. Luckauer Torturm, zamek biskupów lubuskich, najstarszy dom w mieście
- Fürstenwalde/Spree: stary ratusz, kościół mariacki, mury miejskie, port Pintscha
- Spreenhagen: Kościół Nadziei
- Erkner: Muzeum Gerharta Hauptmanna, Genezareth-Kirche[2].

## Sztuka
Przy trasie, na zachód od Fürstenwalde, szlak ubogaca osiem rzeźb wykonanych podczas pleneru w 2013. Poczynając od zachodu są to: Rauschen (autor: Ulf Schüler), counting bicycles (Imke Freiberg), im Wald (Adelheid Fuss), fuck for forest (Torsten Naumann), FUNDUS QUERCUS (Matthias Bogdan), Grille (Harald Müller), Überdauern 1 (Matthias Schilling), Baumpyramide (Emanuel Goldmund).